# Vägeva
Vägeva (Duits: Wäggewa) is een plaats in de Estlandse gemeente Jõgeva, provincie Jõgevamaa. De plaats heeft 43 inwoners (2021) en heeft de status van dorp (Estisch: küla).
De plaats ligt tegen de grens met de provincie Lääne-Virumaa aan. Bij Vägeva (maar op het grondgebied van het buurdorp Koluvere) komt de weg Tugimaantee 22 (Rakvere-Vägeva) uit op de Tugimaantee 39 (Tartu-Aravete).

## Geschiedenis
Tot 1936 behoorde Vägeva tot de provincie Järvamaa. Kerkelijk viel het dorp onder de parochie van Koeru. De plaats werd in 1936 bij de provincie Tartumaa gevoegd. In 1990 werd de provincie Jõgevamaa gesticht en kwam Vägeva in die provincie terecht.
De plaats groeide nadat in 1876 de spoorlijn Tapa - Tartu was aangelegd, waaraan Vägeva een station kreeg. Tot in de jaren zeventig had Vägeva de status van groter dorp of ‘vlek’ (Estisch: alevik). In die tijd stond in Vägeva een grote zuivelfabriek, maar die is verdwenen. Het aantal inwoners is sindsdien sterk teruggelopen: van 118 in 1959 via 130 in 1979, 78 in 1989 en 38 in 2011 naar 28 in 2019.

## Station Vägeva
Vägeva heeft sinds 1876 een station aan de spoorlijn Tapa - Tartu. De stoptreinen stoppen er, de sneltreinen niet.